# بيعة العقبة
بَيْعَةُ ٱلْعَقَبَةِ حدثٌ تاريخي إسلامي، بايع(1) فيه جماعةٌ من الأنصار(2) النبيَّ محمدًا على نصرته، وسميت بذلك لأنها كانت عند مِنطقة العَقَبة بمِنًى، وكانت هذه البيعة من مقدمات هجرة النبي والمسلمين إلى يثربَ التي سميت بعد ذلك بالمدينة المنورة.
فلمَّا اشتد الأذىٰ من قريش على المسلمين، عرض النبي الإسلام على بعض الحجاج بمِنًى، فأسلم منهم ستة رجال من أهل يثرب، وفي العام الذي يليه قدم هؤلاء إلى الحج مع قومهم، وكانوا اثني عشر رجلًا من الأوس والخزرج، فأسلموا وبايعوا النبي على الإسلام، فكانت بيعة العقبة الأولى، وبعث النبي مصعب بن عمير معهم يُقرئهم القرآن ويعلمهم الإسلام، وفي شهر ذي الحجة قبل الهجرة إلى المدينة بثلاثة أشهر، الموافق (يونيو سنة 622م)، خرج ثلاثة وسبعون رجلًا وامرأتان من الأنصار في موسم الحج، وبايعوا النبي على نصرته في حرب الأحمر والأسود، وعلى السمع والطاعة في العسر واليسر والمنشط والمكره وأثرة عليهم، وألا ينازعوا الأمر أهله، وأن يقولوا كلمة الحق أينما كانوا، وألا يخافوا في الله لومة لائم.

## تمهيد

### الخروج إلى الطائف

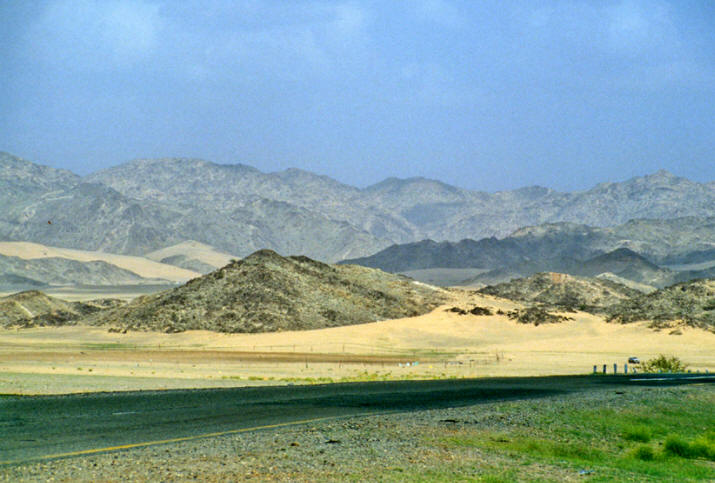
جبال مدينة الطائف.

بعدما اشتد الأذى من قريش على النبي محمد وأصحابه بعد موت أبي طالب، قرر النبي محمد الخروج إلى الطائف حيث تسكن قبيلة ثقيف يلتمس النصرة والمنعة بهم من قومه ورجا أن يسلموا، فخرج مشيًا على الأقدام، ومعه زيد بن حارثة، وذلك في ثلاث ليال بَقَيْن من شوال سنة عشر من البعثة (3 ق هـ)، الموافق أواخر مايو أو أوائل يونيو سنة 619م، فأقام بالطائف عشرة أيام، لا يدع أحدًا من أشرافهم إلا جاءه وكلمه، فلم يجيبوه، وردّوا عليه ردًا شديدًا، وأغروا به سفهاءهم فجعلوا يرمونه بالحجارة حتى أن رجليه كانتا تدميان وزيد بن حارثة يقيه بنفسه حتى جُرح في رأسه، وانصرف النبي محمد وعاد إلى مكة.

### عرض النبي نفسه على قبائل العرب
أخذ النبي يتبع الحجاج في منى، ويسأل عن القبائل قبيلة قبيلة، ويسأل عن منازلهم ويأتي إليهم في أسواق المواسم، وهي: عكاظ، ومجنة، وذو المجاز، فلم يجبه أحد. فعن جابر بن عبد الله قال: «كان النبي ﷺ يعرض نفسه على الناس في الموقف ويقول:  أَلَا رَجُلٌ يَحْمِلْنِي إِلَى قَوْمِهِ فَإِنَّ  قُرَيْشًا قَدْ مَنَعُونِي أَنْ أُبَلِّغَ كَلَامَ رَبِّي»، وذكر الواقدي أنه أتى بني عبس وبني سليم وغسان وبني محارب وبني نضر ومرة وعذرة والحضارمة، فيردون عليه أقبح الرد، ويقولون: «أسرتك وعشيرتك أعلم بك حيث لم يتبعوك».

## بيعة العقبة الأولى

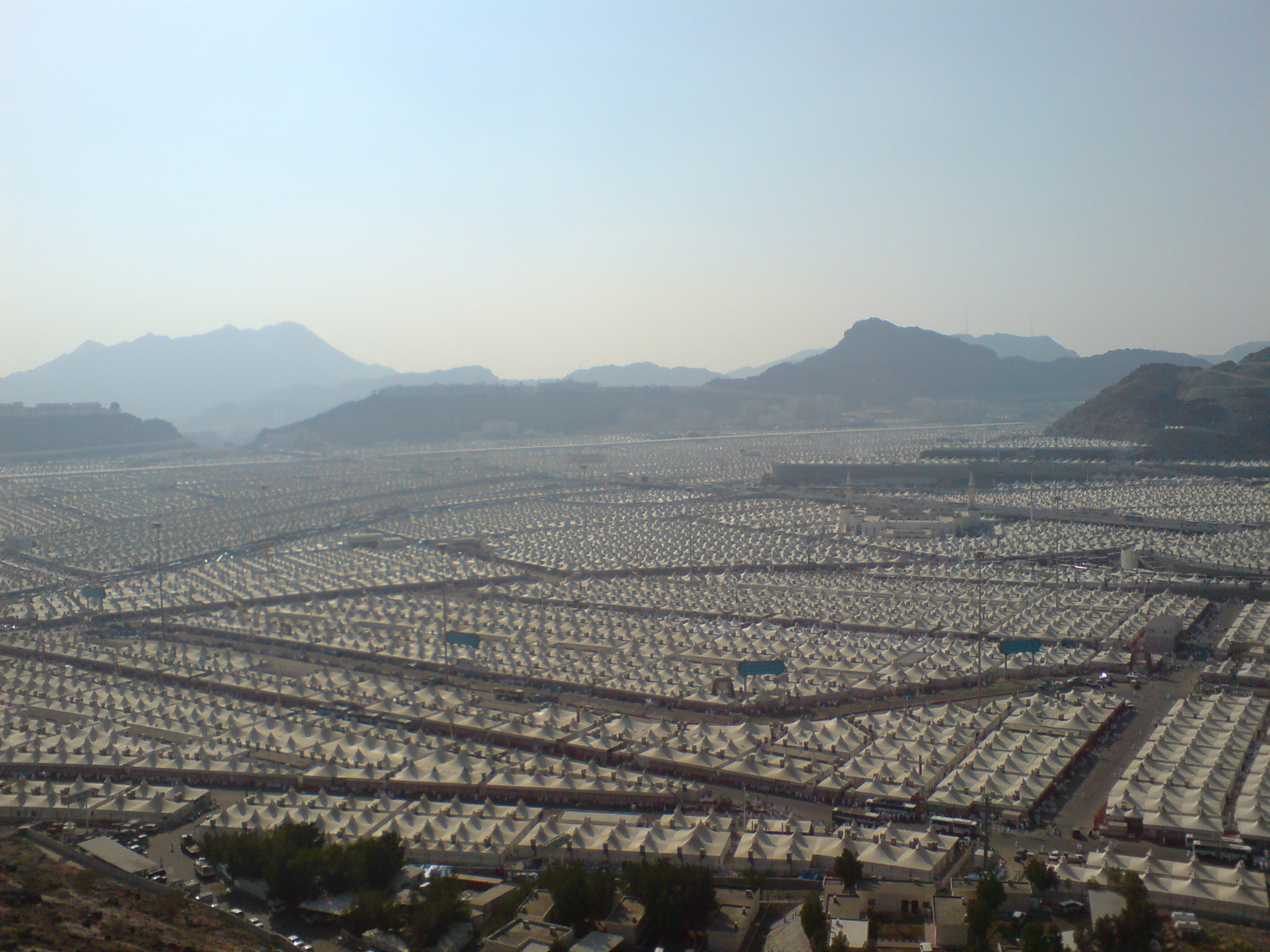
منطقة منى، والتي التقى عندها الرسول بستة من الخزرج فكانت بداية لسلسلة لقاءات انتهت بالهجرة إلى المدينة المنورة.

بينما كان النبي يعرض نفسه على القبائل عند «العقبة» في منى، لقي ستة أشخاص من الخزرج من يثرب، هم: أسعد بن زرارة، وعوف بن الحارث، ورافع بن مالك، وقُطبَة بن عامر بن حديدة، وعُقبة بن عامر بن نابي، وجابر بن عبد الله بن رئاب»، فقال لهم النبي: «من أنتم؟»، قالوا: «نفر من الخزرج»، قال: «أمن موالي يهود؟»، قالوا: «نعم!»، قال: «أفلا تجلسون أكلمكم؟»، قالوا: «بلى»، فجلسوا معه فدعاهم إلى الله وعرض عليهم الإسلام، وتلا عليهم القرآن، فقال بعضهم لبعض «يا قوم، تعلموا والله إنه للنبي توعدكم به يهود، فلا تسبقنّكم إليه». وقد كان اليهود يتوعدون الخزرج بقتلهم بنبي آخر الزمان. فأسلم أولئك النفر، ثم انصرفوا راجعين إلى بلادهم. فلما قدموا المدينة ذكروا لقومهم خبر النبي محمد، ودعوهم إلى الإسلام، حتى فشا فيهم فلم يبق دار من دور الأنصار إلا وفيها ذكرٌ من النبي محمد.
حتى إذا كان العام المقبل، وافى الموسم من الأنصار اثنا عشر رجلًا، فلقوا النبي بالعقبة في منى، فبايعوه، وكانوا عشرة من الخزرج هم: أسعد بن زرارة، عوف بن الحارث، معاذ بن الحارث، ذكوان بن عبد قيس، عبادة بن الصامت، قطبة بن عامر بن حديدة، عقبة بن عامر السلمي، العباس بن عبادة، يزيد بن ثعلبة، رافع بن مالك، واثنين من الأوس وهما: عويم بن ساعدة، مالك بن التيهان. وكان نص البيعة كما رواها عبادة بن الصامت: «أَنَّ رَسُولَ اللَّهِ قَالَ، وَحَوْلَهُ عِصَابَةٌ مِنْ أَصْحَابِهِ: تَعَالَوْا بَايِعُونِي عَلَى أَنْ لَا تُشْرِكُوا بِاللَّهِ شَيْئًا، وَلَا تَسْرِقُوا، وَلَا تَزْنُوا، وَلَا تَقْتُلُوا أَوْلَادَكُمْ، وَلَا تَأْتُوا بِبُهْتَانٍ، تَفْتَرُونَهُ بَيْنَ أَيْدِيكُمْ وَأَرْجُلِكُمْ، وَلَا تَعْصُونِي فِي مَعْرُوفٍ، فَمَنْ وَفَى مِنْكُمْ فَأَجْرُهُ عَلَى اللَّهِ، وَمَنْ أَصَابَ مِنْ ذَلِكَ شَيْئًا فَعُوقِبَ بِهِ فِي الدُّنْيَا فَهُوَ لَهُ كَفَّارَةٌ، وَمَنْ أَصَابَ مِنْ ذَلِكَ شَيْئًا فَسَتَرَهُ اللَّهُ فَأَمْرُهُ إِلَى اللَّهِ، إِنْ شَاءَ عَاقَبَهُ، وَإِنْ شَاءَ عَفَا عَنْهُ»، وكانت هذه البيعة وفق بيعة النساء(3) التي نزلت بعد ذلك عند فتح مكة.

## إسلام الأنصار

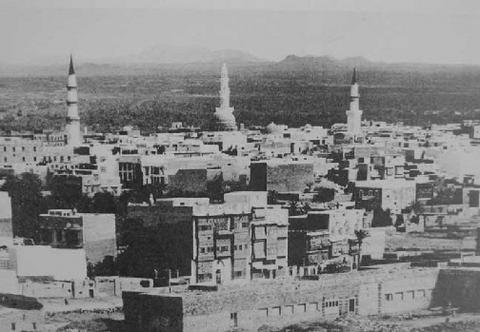
منظر عام للمدينة المنورة قديمًا.

بعث النبي مصعب بن عمير مع من بايعوه من يثرب، يُقرئهم القرآن ويعلمهم الإسلام. فأقام في بيت أسعد بن زرارة يدعو الناس إلى الإسلام، ويصلي بهم. فأسلم على يديه سعد بن عبادة، وأرسل سعد بن معاذ أسيدًا بن حضير وهما يومئذٍ سيدا قومهما من بني عبد الأشهل إلى مصعب ليزجره، فذهب أسيد إلى مصعب وقال له ولأسعد: «ما جاء بكما إلينا تسفهان ضعفاءنا؟ اعتزلانا إن كانت لكما بأنفسكما حاجة»، فقال له مصعب: «أو تجلس فتسمع فإن رضيت أمرا قبلته، وإن كرهته كف عنك ما تكره؟» قال: «أنصفت»، فجلس فكلمه مصعب بالإسلام وقرأ عليه القرآن، ثم قال: «ما أحسن هذا وأجمله كيف تصنعون إذا أردتم أن تدخلوا في هذا الدين؟»، قالا له: «تغتسل فتطهر وتطهر ثوبيك ثم تشهد شهادة الحق ثم تصلي»، فأسلم ثم قال لهما: «إِنَّ وَرَائِي رَجُلًا إِنِ اتَّبَعَكُمَا لَمْ يَتَخَلَّفْ عَنْهُ أَحَدٌ مِنْ قَوْمِهِ، وَسَأُرْسِلُهُ إِلَيْكُمَا الْآنَ; سَعْدَ بْنَ مُعَاذٍ.» ثم ذهب سعد بن معاذ إلى مصعب وأسلم أيضًا.
وأسلم جميع قومهما بإسلامهما، ولما أسلم سعد وقف على قومه فقال: «يا بني عبد الأشهل، كيف تعلمون أمري فيكم؟ قالوا: سيدنا فضلًا، وأيمننا نقيبة. قال: فإن كلامكم علي حرامٌ، رجالكم ونساؤكم، حتى تؤمنوا بالله ورسوله». فانتشر الإسلام في يثرب، حتى لم تبق دار من دور الأنصار إلا وفيها رجال ونساء مسلمون، إلا ما كان من دار بني أمية بن زيد، وخطمة، ووائل، وواقف.
ويُروى أن قريشًا سمعت هاتفًا على أبي قبيس يقول:
فقال أبو سفيان: من السعدان؟ سعد بكر، سعد تميم؟ فسمعوا في الليل، الهاتف يقول:
فقال أبو سفيان: هو والله سعد بن معاذ وسعد بن عبادة.

## بيعة العقبة الثانية
| «أَنَّ الْقَوْمَ لَمَّا اجْتَمَعُوا لِبَيْعَةِ رَسُولِ اللَّهِ ﷺ، قَالَ الْعَبَّاسُ بْنُ عُبَادَةَ بْنِ نَضْلَةَ الأَنْصَارِيُّ: يَا مَعْشَرَ الْخَزْرَجِ، هَلْ تَدْرُونَ عَلامَ تُبَايِعُونَ هَذَا الرَّجُلَ؟ قَالُوا: نَعَمْ. قَالَ: إِنَّكُمْ تُبَايِعُونَهُ عَلَى حَرْبِ الأَحْمَرِ وَالأَسْوَدِ مِنَ النَّاسِ، فَإِنْ كُنْتُمْ تَرَوْنَ أَنَّكُمْ إِذَا نُهِكَتْ أَمْوَالُكُمْ مُصِيبَةً، وَأَشْرَافُكُمْ قَتْلا أَسْلَمْتُمُوهُ، فَمِنَ الآنَ، فَهُوَ وَاللَّهِ خِزْيُ الدُّنْيَا وَالآخِرَةِ إِنْ فَعَلْتُمْ. وَإِنْ كُنْتُمْ تَرَوْنَ أَنَّكُمْ وَافُونَ لَهُ بِمَا دَعَوْتُمُوهُ إِلَيْهِ عَلَى نُهْكَةِ الأَمْوَالِ، وَقَتْلِ الأَشْرَافِ فَخُذُوهُ، فَهُوَ وَاللَّهِ خَيْرُ الدُّنْيَا وَالآخِرَةِ. قَالُوا: فَإِنَّا نَأْخُذُهُ عَلَى مُصِيبَةِ الأَمْوَالِ وَقَتْلِ الأَشْرَافِ، فَمَا لَنَا بِذَلِكَ يَا رَسُولَ اللَّهِ، إِنْ نَحْنُ وَفَّيْنَا؟ قَالَ: الْجَنَّةُ. قَالُوا: ابْسُطْ يَدَكَ، فَبَسَطَ يَدَهُ، فَبَايَعُوهُ.» |
| —عاصم بن عمر بن قتادة |

رجع مصعب بن عمير إلى مكة، وخرج ثلاثة وسبعون رجلًا وامرأتان من الأنصار في موسم الحج، فلما وصلوا واعدوا النبي العقبة، من أواسط أيام التشريق للبيعة بعد ما انقضى حجهم. فلما كان الليل تسللوا من رحالهم مختفين ومعهم عبد الله بن عمرو بن حرام -وهو مشرك- وكانوا يكاتمونه الأمر. فلما كانت الليلة قالوا: يا أبا جابر، إنك شريف من أشرافنا. وإنا نرغب بك أن تكون حطبًا للنار غدا، قال وما ذلك؟ فأخبروه الخبر فأسلم.
فلما التقوا بالنبي، نظر العباس في وجوههم قال: «هؤلاء قوم لا نعرفهم هؤلاء أحداث»، ثم قال العباس: «يا معشر الخزرج - وكانت العرب تسمي أهل يثرب الخزرج - إن محمدًا منا حيث علمتم، وقد منعناه من قومنا، وهو في منعة في بلده إلا أنه أبى إلا الانقطاع إليكم واللحوق بكم. فإن كنتم ترون أنكم وافون بما دعوتموه إليه ومانعوه ممن خالفه، فأنتم وما تحملتم. وإن كنتم ترون أنكم مسلموه وخاذلوه - بعد خروجه إليكم - فمن الآن فدعوه. فإنه في عز ومنعة».
فقالوا له: «يا رسول الله نبايعك؟» فقال لهم: «تبايعوني على السمع والطاعة في النشاط والكسل، والنفقة في العسر واليسر، على الأمر بالمعروف والنهي عن المنكر، وأن تقولوا في الله لا تخافوا في الله لومة لائم، وعلى أن تنصروني فتمنعوني إذا قدمت عليكم مما تمنعون منه أنفسكم وأزواجكم وأبناءكم، ولكم الجنة»، وقد سُميت ببيعة الحرب؛ لأن كان فيها البيعة على القتال والذي لم يكن شرطًا في البيعة الأولى، فعن عبادة بن الصامت قال: «دَعَانَا رَسُولُ اللَّهِ صَلَّى اللَّهُ عَلَيْهِ وَسَلَّمَ فَبَايَعْنَاهُ، فَكَانَ فِيمَا أَخَذَ عَلَيْنَا: أَنْ بَايَعَنَا عَلَى السَّمْعِ وَالطَّاعَةِ فِي مَنْشَطِنَا وَمَكْرَهِنَا، وَعُسْرِنَا وَيُسْرِنَا، وَأَثَرَةٍ عَلَيْنَا، وَأَنْ لَا نُنَازِعَ الْأَمْرَ أَهْلَهُ، قَالَ: إِلَّا أَنْ تَرَوْا كُفْرًا بَوَاحًا عِنْدَكُمْ مِنَ اللَّهِ فِيهِ بُرْهَانٌ.» فبايعوه رجلًا رجلًا بدءًا من أسعد بن زرارة وهو أصغرهم سنًا. وكان الرِّجال تصفق على يدي النبي بالبيعة، أما الامرأتان اللتان حضرتا البيعة مع أزواجهما فقال لهما النبي: «قَدْ بَايَعْتَكُمَا، إنِّي لَا أُصَافِحُ النِّسَاءَ.»، وكان ذلك في شهر ذي الحجة قبل الهجرة إلى المدينة بثلاثة أشهر، الموافق (يونيو سنة 622م). ويطلق على هذا المكان حاليًا مسجد البيعة.
ثم قال لهم: «أخرجوا إليَّ منكم اثني عشر نقيبًا يكونون على قومهم بما فيهم»، فأخرجوا منهم اثني عشر نقيبًا، تسعة من الخزرج وهم: أسعد بن زرارة، وسعد بن الربيع، وعبد الله بن رواحة، ورافع بن مالك، والبراء بن معرور، وعبد الله بن عمرو بن حرام، وعبادة بن الصامت، وسعد بن عبادة، والمنذر بن عمرو، وثلاثة من الأوس وهم: أسيد بن حضير، وسعد بن خيثمة، ورفاعة بن عبد المنذر، وقال للنقباء: «أنتم على قومكم بما فيهم كفلاء ككفالة الحواريين لعيسى بن مريم، وأنا كفيل على قومي».

### أسماؤهم
ذكر ابن كثير أن من حضر بيعة العقبة الثانية أحد عشر رجلًا من الأوس هم:
| - أسيد بن حضير - أبو الهيثم بن التيهان - سلمة بن سلامة بن وقش - ظهير بن رافع | - أبو بردة بن نيار - نهير بن الهيثم - سعد بن خيثمة - رفاعة بن عبد المنذر | - عبد الله بن جبير - معن بن عدي - عويم بن ساعدة |

واثنان وستون رجلًا وامرأتان من الخزرج هم:
| - أبو أيوب الأنصاري - معاذ بن الحارث - عوف بن الحارث - معوذ بن الحارث - عمارة بن حزم - أسعد بن زرارة - سهل بن عتيك - أوس بن ثابت - زيد بن سهل - قيس بن أبي صعصعة - عمرو بن غزية - سعد بن الربيع - خارجة بن زيد - عبد الله بن رواحة - بشير بن سعد - عبد الله بن زيد بن ثعلبة - خلاد بن سويد - عقبة بن عمرو البدري - زياد بن لبيد - فروة بن عمرو بن وذفة - خالد بن قيس بن مالك - رافع بن مالك | - ذكوان بن عبد قيس - عباد بن قيس بن عامر - الحارث بن قيس بن عامر - البراء بن معرور - بشر بن البراء بن معرور - سنان بن صيفي بن صخر - الطفيل بن النعمان بن خنساء - معقل بن المنذر بن سرح - يزيد بن المنذر بن سرح - مسعود بن زيد بن سبيع - الضحاك بن حارثة بن زيد بن ثعلبة - يزيد بن خذام بن سبيع - جبار بن صخر بن أمية - الطفيل بن مالك بن خنساء - كعب بن مالك - سليم بن عامر بن حديدة - قطبة بن عامر بن حديدة - يزيد بن عامر بن حديدة - أبو اليسر كعب بن عمرو - صيفي بن سواد بن عباد - ثعلبة بن غنمة بن عدي بن نابي | - عمرو بن غنمة بن عدي بن نابي - عبس بن عامر بن عدي - خالد بن عمرو بن عدي بن نابي - عبد الله بن أنيس - عبد الله بن عمرو بن حرام - جابر بن عبد الله بن عمرو بن حرام - معاذ بن عمرو بن الجموح - ثابت بن الجذع - عمير بن الحارث بن ثعلبة - خديج بن سلامة - معاذ بن جبل - عبادة بن الصامت - العباس بن عبادة بن نضلة - يزيد بن ثعلبة بن خزمة - عمرو بن الحارث بن كندة - رفاعة بن عمرو بن زيد - عقبة بن وهب بن كلدة - سعد بن عبادة - المنذر بن عمرو - أم عمارة نسيبة بنت كعب - أم منيع أسماء بنت عمرو بن عدي |

### رد فعل قريش على البيعة
لمَّا علمت قريش بالبيعة، ذهب زعماء مكة إلى أهل يثرب للاحتجاج على البيعة، ولكن مشركي الخزرج كانوا لا يعرفون شيئًا عن هذه البيعة، فأنكروا ذلك. ولما عاد زعماء مكة تأكدوا من صحة الخبر، فطاردوا المسلمين المبايعين، فأدركوا سعد بن عبادة والمنذر بن عمرو، فأما المنذر فاستطاع الهروب، وأما سعد فأخذوه فربطوا يديه إلى عنقه، ثم أقبلوا به حتى أدخلوه مكة يضربونه، فجاء جبير بن مطعم والحارث بن حرب بن أمية فخلصاه من أيديهم، حيث كان بينهما وبين سعد تجارة وجوار، وتشاور الأنصار حين فقدوا سعدًا أن يكروا إليه، فإذا هو قد طلع عليهم، فوصل المبايعون جميعًا إلى المدينة.

## الهوامش
- 1 قال ابن خلدون فِي مقدمته: «اعلم أن البيعة هي العهد على الطاعة؛ كأن المبايع يعاهد أميره على أنه يسلم له النظر في أمر نفسه وأمور المسلمين، لا ينازعه في شيء من ذلك، ويطيعه فيما يكلفه به من الأمر على المنشط والمكره. وكانوا إذا بايعوا الأمير وعقدوا عهده جعلوا أيديهم في يده تأكيدا للعهد؛ فأشبه ذلك فعل البائع والمشتري؛ فسمي بيعة؛ مصدر باع؛ وصارت البيعة مصافحة بالأيدي. هذا مدلولها في عرف اللغة ومعهود الشرع.»[42]
- 2 هم أهل يثرب من الأوس والخزرج، وسُمّوا بذلك لأنهم ناصروا النبي وبايعوه.[43]
- 3 بيعة النساء هي البيعة التي نزلت بعد ذلك عند فتح مكة في سورة الممتحنة: ﴿يَا أَيُّهَا النَّبِيُّ إِذَا جَاءَكَ الْمُؤْمِنَاتُ يُبَايِعْنَكَ عَلَى أَنْ لَا يُشْرِكْنَ بِاللَّهِ شَيْئًا وَلَا يَسْرِقْنَ وَلَا يَزْنِينَ وَلَا يَقْتُلْنَ أَوْلَادَهُنَّ وَلَا يَأْتِينَ بِبُهْتَانٍ يَفْتَرِينَهُ بَيْنَ أَيْدِيهِنَّ وَأَرْجُلِهِنَّ وَلَا يَعْصِينَكَ فِي مَعْرُوفٍ فَبَايِعْهُنَّ وَاسْتَغْفِرْ لَهُنَّ اللَّهَ إِنَّ اللَّهَ غَفُورٌ رَحِيمٌ ۝١٢﴾ [الممتحنة:12]، وعرفت بيعة العقبة الأولى بذلك لأنها لم يشترط فيها جهادًا ولا حربًا.[14]

### معلومات المراجع المُفصَّلة
الكتب مرتبة حسب تاريخ النشر
- مسلم بن الحجاج (1916)، صحيح مسلم (ط. 1)، إسطنبول: دار الطباعة العامرة، OCLC:862990803، QID:Q123415095
- عبد الملك بن هشام (1955)، السيرة النبوية لابن هشام، تحقيق: مصطفى السقا، إبراهيم الإبياري، عبد الحفيظ شلبي، القاهرة: مطبعة مصطفى البابي الحلبي، QID:Q120885568
- ابن حجر العسقلاني (1959)، فتح الباري بشرح صحيح البخاري، تحقيق: محب الدين الخطيب، بيروت: دار المعرفة للطباعة والنشر، QID:Q116945634
- محمد بن جرير الطبري (1967)، تاريخ الرُّسُل و المُلُوك، تحقيق: محمد أبو الفضل إبراهيم (ط. 2)، القاهرة: دار المعارف، OCLC:934442375، QID:Q114456807
- أبو عيسى محمد الترمذي (1975)، سنن الترمذي، تحقيق: أحمد محمد شاكر، محمد فؤاد عبد الباقي، إبراهيم عطوة عوض، القاهرة: مطبعة مصطفى البابي الحلبي، QID:Q116878327
- ابن خلدون (1981)، العبر وديوان المُبتدأ والخبر في تاريخ العرب والبربر ومن عاصرهم من ذوي الشأن الأكبر، مراجعة: سهيل زكار. تحقيق: خليل شحادة (ط. 1)، بيروت: دار الفكر، OCLC:236018229، QID:Q114684142{{استشهاد}}:  صيانة الاستشهاد: ref duplicates default (link)
- أبو عبد الله الحاكم النيسابوري (1990)، المستدرك على الصحيحين، تحقيق: مصطفى عبد القادر عطا، بيروت: دار الكتب العلمية، OCLC:24112324، QID:Q120985031
- محمد بن سعد البغدادي (1990)، الطبقات الكبرى، تحقيق: محمد عبد القادر عطا (ط. 1)، بيروت: دار الكتب العلمية، OCLC:949938103، QID:Q116749953
- محمد سعيد رمضان البوطي (1991)، فقه السيرة النبوية مع موجز لتاريخ الخلافة الراشدة (ط. 10)، دار الفكر المعاصر، QID:Q124474868
- محمد بن إسماعيل البخاري (1993)، صحيح البخاري، تحقيق: مصطفى ديب البغا (ط. 5)، دمشق: دار ابن كثير، OCLC:235973867، QID:Q124370879
- شمس الدين الذهبي (1993)، تاريخ الإسلام ووفيات المشاهير والأعلام، تحقيق: عمر عبد السلام تدمري (ط. 2)، بيروت: دار الكتاب العربي، OCLC:1227672552، QID:Q115057795
- ابن كثير الدمشقي (1997)، البداية والنهاية، تحقيق: عبد الله بن عبد المحسن التركي، القاهرة: هجر للطباعة والنشر والتوزيع والإعلان، OCLC:4770896261، QID:Q113496832
- محمد بن عبد الوهاب (1997)، مختصر سيرة الرسول صلى الله عليه وسلم، السعودية: وزارة الشؤون الإسلامية والأوقاف والدعوة والإرشاد السعودية، ج. 1، QID:Q134540430
- يوسف النبهاني (1997)، الأنوار المحمدية من المواهب اللدنية (ط. 1)، بيروت: دار الكتب العلمية، OCLC:823263637، QID:Q124371589
- محمود شاكر (2000)، التاريخ الإسلامي (ط. 8)، بيروت: المكتب الإسلامي، QID:Q135213981
- صفي الرحمن المباركفوري (2002)، الرحيق المختوم، بيروت: دار الهلال، QID:Q121008886
- علي بن برهان الدين الحلبي (2006)، إنسان العيون في سيرة الأمين المأمون: السيرة الحلبية (ط. 2)، بيروت: دار الكتب العلمية، OCLC:4770543226، QID:Q116753167
- شمس الدين الذهبي (2006)، سير أعلام النبلاء، تحقيق: محمد أيمن الشبراوي، القاهرة: دار الحديث، OCLC:85849749، QID:Q120648548

الفتاوى والمقالات
- "218999- من هم المهاجرون والأنصار؟". الإسلام سؤال وجواب. مؤرشف من الأصل في 2025-04-02. اطلع عليه بتاريخ 2016-03-28.
- "39212 - النساء اللاتي حضرن بيعة العقبة". إسلام ويب، مركز الفتوى. مؤرشف من الأصل في 2024-12-11. اطلع عليه بتاريخ 2016-03-28.

## وصلات خارجية
- بيعة العقبة الأولى، مقالات إسلام ويب.
- دروس وعبر من بيعة العقبة الثانية، مقالات إسلام ويب.
- بيعة العقبة الأولى، دروس محمد راتب النابلسي.
- ما معنى بيعة العقبة الأولى، موقع موضوع.